# Leszek Kuzaj
Leszek Kuzaj (ur. 16 maja 1966 w Krakowie) – polski kierowca rajdowy. Debiutował w 1988 w Rajdzie Elmot jadąc Fiatem 126p. Po raz pierwszy wystartował w WRC w Rajdzie Monte Carlo. Nie ukończył jednak imprezy; wypadł z trasy na siódmym odcinku specjalnym.
W 2002, 2004, 2005 i w 2006 roku zdobył tytuł mistrza Polski w klasyfikacji generalnej.
Jeździł m.in. samochodami: Fiat 126p, Cinquecento Abarth, Renault Clio, Mitsubishi Lancer Evo, Subaru Impreza WRC, Toyota Corolla WRC, Peugeot 206 WRC, Subaru Impreza gr. N, Peugeot 207 S2000, Peugeot 307 WRC.

## Kariera

### Fiat 126p
Jego ojciec Julian również startował w rajdach samochodowych w latach siedemdziesiątych XX wieku. Leszek jako nastolatek pochodzący z Podgórza pomagał w ekipach serwisowych Adamka i Szerli. Wkrótce otrzymał licencję i zaczął się ścigać Fiatem 126p, ale małżeństwo i praca zawodowa spowodowały przerwę w karierze po Rajdzie Krakowskim 1988, gdzie „dachował” na odcinku specjalnym Stadniki, cały rajd ukończył na trzecim miejscu w klasie.

### Renault Clio Williams
Renault Clio Williams przywieziony z Włoch posłużył do powrotu w tymże rajdzie Krakowskim siedem lat później, gdzie Kuzaj znów dachował. Potem jeździł Fiatem Cinquecento Abarth, również bez sukcesów.

### Mitsubishi Galant
Przed sezonem 1996 Mitsubishi Galant kupiony od Jarosława Pai służył Kuzajowi do pierwszych treningów pojazdem 4x4.

### Mitsubishi Lancer EVO 3
Pierwsze starty profesjonalnym samochodem rajdowym Mitsubishi Lancer EVO 3 rozpoczął w roku 1996. Kuzaj zakończył ten sezon doskonałym dla debiutanta 7. miejscem w klasyfikacji generalnej i trzecim w grupie N. Samochodem tym zdobył również swój pierwszy mistrzowski tytuł w rallycrossie w klasie 4x4. Rok później zakończył sezon z tytułem mistrza Polski w grupie N oraz 4 pozycją w klasyfikacji generalnej i ponownie tytułem mistrza Polski w klasie 4 w rallycrossie.
W 1998 roku Kuzaj sześciokrotnie startował eliminacjach mistrzostw świata. Seria startów przyniosła tylko jeden, ale za to znaczący dla młodego zawodnika sukces – zajęcie 4. (punktowanego) miejsca w grupie N w rajdzie Finlandii.

### Toyota Celica GT4 i Subaru Impreza WRC
W sezonie 1999 Kuzaj jeździł w grupie A, początkowo Toyotą Celica GT 4, a w dalszej części sezonu Subaru Impreza WRC. Sezon zakończył trzecią pozycją w klasyfikacji generalnej rajdowych mistrzostw Polski. Na koniec roku wygrał Kryterium na ulicy Karowej.

### Toyota Corolla WRC
W 2000 roku Leszek przesiadł się do Toyoty Corolli WRC i zdobył tytuł wicemistrza Polski w klasyfikacji generalnej po rywalizacji z Januszem Kuligiem. W tym samym roku po raz pierwszy wygrał rundę RSMP. Jego pierwsza wygrana miała miejsce w Rajdzie Zimowym. W dalszej części sezonu Kuzaj startował w eliminacji MŚ Rajdzie Portugalii, jednak nie udało mu się ukończyć przejazdu.
Sezon 2000 skończył się poważnym wypadkiem na Rajdzie Tatry. Rok później ten sam samochód wystarczył do zdobycia tytułu drugiego wicemistrza Polski – Kuzaj przegrał walkę z Januszem Kuligiem i Krzysztofem Hołowczycem.
Krakowianin rozpoczął sezon 2001 od ponownego wygrania w Rajdzie Zimowym. W połowie roku wygrał po raz pierwszy w życiu Rajd Polski, jednak nie osiągnął dobrego rezultatu na koniec sezonu.

### Peugeot 206 WRC
W roku 2002 Kuzaj przesiadł się do Peugeota 206 WRC ze stajni Kronos Racing z Belgii. Jego pilotem został Erwin Mombaerts. Był to jeden z najlepszych sezonów dla Kuzaja, który zdobył wówczas upragnione mistrzostwo Polski. Starty w RME zaowocowały wygraną w Rajdzie Albeny w Bułgarii oraz Rajdzie Chorwacji. Sukcesem zakończył się także jego start w Rajdzie Barum, gdzie wywalczył drugie miejsce. W Rajdzie Antibes startował w jednym zespole (Racing Lions) u boku późniejszego mistrza Europy Renato Travaglii. Na koniec sezonu Kuzaj został II wicemistrzem Europy. Na najwyższym podium stanął Włoch – Renato Travaglia, a drugie miejsce zajął Janusz Kulig.

### Subaru Impreza WRC S8
W sezonie 2003 Kuzaj zmienił samochód na Subaru Impreza WRC S8. Awarie samochodu i wypadki były przyczyną dopiero trzeciego miejsca na koniec sezonu w RSMP.
Rok 2004 rozpoczął od startów w rajdach: Janner, Sumava, Prešov i Vranov. Był to pierwszy rok, w którym Kuzaj zaczął budować i wynajmować samochody marki Subaru. Zakaz samochodów WRC w MP był powodem przesiadki kierowcy do Imprezy STi N10 grupy N. W tym roku wywalczył kolejny tytuł mistrza Polski wygrywając m.in. rajdy: Elmot i Rzeszowski. Koniec sezonu to wygrana w Rajdzie Barbórki Warszawskiej. Początek roku 2005 to udany start w Belgii, gdzie wygrał Rajd Bleu Ardenne. Rajdu del Ciocco nie ukończył. Dalsza cześć sezonu to starty w RSMP i RSME za kierownicą najnowszego Subaru Imprezy STI N11 grupy N.
W sezonie 2006 Kuzaj równolegle startował w mistrzostwach świata samochodów produkcyjnych (PCWRC) oraz w mistrzostwach Polski. Wygrana w czterech eliminacjach RSMP zapewniła mu czwarty tytuł mistrza Polski. Najwyższa lokata w MŚ to drugie miejsce w klasyfikacji PCWRC na Rajdzie Argentyny (1 wygrany OS w PCWRC). Kuzaj nawiązał także współpracę z firmą Tein, producentem sportowych zawieszeń.
Kuzajowi pilotowali m.in. Maciej Baran, Jarosław Baran, Zbigniew Baran, Robert Hundla, Paweł Boratyn, Andrzej Mocie, Krzysztof Gęborys, Andrzej Górski, Jakub Mroczkowski, Artur Skorupa, Emil Horniacek, Mikołaj Madej, Maciej Wisławski, Erwin Mombaerts, Magda Lukas, Łukasz Włoch, Maciej Szczepaniak, Craig Parry oraz Przemysław Mazur.

## Rajd Praski w Czechach
6 grudnia 2008 podczas 14. Rajdu Praskiego w Czechach doszło do wypadku w którym auto Kuzaja wjechało w tłum kibiców. Jedna osoba zginęła na miejscu, druga zmarła w szpitalu, a trzy inne zostały ranne, w tym 8-letnia dziewczynka (wszyscy stali w niedozwolonym miejscu).
Rajd przerwano. Po tym wypadku zrobił sobie kilkumiesięczną przerwę. Do sportu wrócił w kwietniu 2009 roku.

## Starty w rajdach WRC
| Sezon | Zespół                   | Samochód                                                                   | 1      | 2       | 3        | 4         | 5          | 6       | 7      | 8      | 9             | 10            | 11            | 12        | 13              | 14              | 15 | 16              | Punkty | Miejsce |
| ----- | ------------------------ | -------------------------------------------------------------------------- | ------ | ------- | -------- | --------- | ---------- | ------- | ------ | ------ | ------------- | ------------- | ------------- | --------- | --------------- | --------------- | -- | --------------- | ------ | ------- |
| 1998  | Leszek Kuzaj             | Mitsubishi Lancer Evo III Mitsubishi Lancer Evo IV Mitsubishi Lancer Evo V | NU     | Szwecja | NU       | NU        | Hiszpania  | Francja | NU     | Grecja | Nowa Zelandia | 22            | NU            | Australia | Wielka Brytania |                 |    |                 | 0      | -       |
| 2001  | Leszek Kuzaj             | Toyota Corolla WRC                                                         | Monako | Szwecja | NU       | Hiszpania | Argentyna  | Cypr    | Grecja | Kenia  | Finlandia     | Nowa Zelandia | Włochy        | Francja   | Australia       | Wielka Brytania |    |                 | 0      | -       |
| 2006  | AMK Rzemieślnik          | Subaru Impreza WRC                                                         | Monako | Szwecja | 13       | Hiszpania | Francja    | 16      | Włochy | NU     | Niemcy        | Finlandia     | 17            | Cypr      | Turcja          | Australia       | NU | Wielka Brytania | 0      | -       |
| 2007  | Subaru Rally Team Poland | Subaru Impreza WRX STi                                                     | Monako | Szwecja | Norwegia | NU        | Portugalia | NU      | Włochy | NU     | Finlandia     | Niemcy        | Nowa Zelandia | Hiszpania | Francja         | 11              | NU | NU              | 0      | -       |

## Zatrzymanie
Na początku grudnia 2021 roku Kuzaj został zatrzymany na polecenie Prokuratury Okręgowej w Krakowie. Postawiono mu zarzut udziału w zorganizowanej grupie przestępczej. Chodzi o oszustwa podatkowe przy zakupie nowych samochodów. Kupowane w kraju lub za granicą samochody trafiały do odbiorców po niższych cenach. Sąd zdecydował o jego tymczasowym aresztowaniu na trzy miesiące. Później został zwolniony i zastosowano wobec niego tzw. środki o charakterze wolnościowym, a w lutym 2024 prokuratura skierowała do sądu akt oskarżenia przeciw niemu i innym osobom. Leszek Kuzaj wydał w tej sprawie oświadczenie, w którym zarzuca prokuraturze, że przekazywane przez nią informacje są nierzetelne.